# Cyclopodia australis
Cyclopodia australis är en tvåvingeart som beskrevs av Oskar Theodor 1959. Cyclopodia australis ingår i släktet Cyclopodia och familjen lusflugor. Inga underarter finns listade i Catalogue of Life.